# Bailliage de Biberstein
1527–1798

Carte des bailliages bernois.

Le bailliage de Biberstein est un bailliage bernois situé dans l'actuel canton d'Argovie. Il est créé en 1527. Le bailliage succède à une commanderie des chevaliers de Saint-Jean, qui avait elle même succédé en 1335 à une seigneurie appartenant aux Habsbourg.

## Histoire
Les Habsbourg vendent la seigneurie aux chevaliers de Saint-Jean en 1335.
La commanderie achète en 1454 la haute justice sur Erlinsbach.
La ville de Berne installe illégalement un bailli à Biberstein en 1527.
Berne achète la basse justice sur Küttigen au chapitre de Beromünster en 1534.
Les chevaliers de Saint-Jean vendent la seigneurie à Berne en 1535 pour 3 380 florins du Rhin. Le domaine de Rohr, qui appartenait à la commanderie de Biberstein, est transférée à la basse juridiction de Suhr.
Lors de l'accord de Wynigen en 1665, Berne accepte de céder à Soleure les domaines dépendants de la juridiction de cette dernière.

## Baillis
Le bailli est assisté par un lieutenant.
Les baillis sont les suivants :
1716-1722 : Albrecht Herport ;

### Article
- (de) Ernst Bücher, « Die bernischen Landvogteien im Aargau », Argovia, vol. 56,‎ 1944 (lire en ligne, consulté le 28 septembre 2022)